# Inundações no Irã em 2019
As inundações no Irã em 2019 ocorreram de meados de março a abril de 2019, em que enchentes generalizadas afetaram grandes partes do Irã, mais gravemente em Gulistão, Fars, Cuzistão, Lorestão e outras províncias. O Irã foi atingido por três grandes ondas de chuva e inundações ao longo de duas semanas, o que levou a inundações em pelo menos 26 das 31 províncias iranianas, e pelo menos 70 pessoas morreram em todo o país até 6 de abril, segundo autoridades. A primeira onda de chuva começou em 17 de março, levando a inundações em duas províncias do norte, Gulistão e Mazandarão, com a antiga província recebendo até 70 por cento de sua precipitação média anual em um único dia. Várias grandes barragens transbordaram, especialmente em Cuzistão e Gulistão, portanto, muitas aldeias e várias cidades foram evacuadas. Cerca de 1 900 cidades e vilas em todo o país foram danificadas por inundações severas, bem como centenas de milhões de dólares em danos à infraestrutura de água e agricultura. 78 estradas foram bloqueadas e a confiabilidade de 84 pontes foi questionada.
A gravidade das inundações aumentou muito com a conversão de rotas de inundação e leitos de rios secos para o desenvolvimento urbano sem fornecer infraestrutura de drenagem adequada. De acordo com uma autoridade iraniana, devido ao recorde de chuvas, mais de 140 rios romperam suas margens e cerca de 409 deslizamentos de terra ocorreram no país. O impacto das enchentes foi intensificado por causa do feriado de Nowruz; muitos iranianos estavam viajando e muitas mortes ocorreram em estradas e rodovias devido as enchentes. Cerca de 12 000 km de estradas foram danificadas pelas enchentes, cerca de 36% da rede nacional de estradas do Irã. As inundações causaram pelo menos 2,2 bilhões de dólares (cotação de 2019) em danos, principalmente devido a perdas na indústria agrícola. Além disso, de acordo com o Crescente Vermelho, dois milhões de pessoas estão em necessidade de ajuda humanitária devido às inundações devastadoras.
As forças civis e armadas foram mobilizadas desde 24 de março depois do comando de Ali Khamenei, o líder supremo do Irã, e do vice-presidente, Eshaq Jahangiri, junto com vários ministros e comandantes do exército, que viajaram para as áreas afetadas pelas enchentes. No entanto, a falta de ajuda governamental e a demora na resposta nos primeiros dias aumentaram rapidamente as tensões políticas em todo o país. Muitos iranianos, incluindo políticos, recorreram às plataformas de meios de comunicação social para criticar a forma como o governo lidou com as enchentes, especificamente o presidente Hassan Rohani.